# Dork Tower
Dork Tower es un webcómic, escrito y dibujado por John Kovalic. Relata las vidas de un grupo de frikis y sus aficiones: juegos de rol, cómics, videojuegos y fandom. El cómic comenzó a publicarse en enero de 1997. Se publicó también en la revista Dragon.

## Títulos en español
- Dork Tower n.º 1, "Dorktor" Jekyll y Mr. Hyde; La Factoría de Ideas, 2001, ISSN 1578-4797
- Dork Tower n.º 2, La amenaza fan-tasma; La Factoría de Ideas, 2002, ISSN 1578-4797
- Dork Tower n.º 3, El ataque de los tarugos; La Factoría de Ideas, 2002, ISSN 1578-4797
- Dork Tower n.º 4, Especial El señor de los anillos; La Factoría de Ideas, 2003, ISBN 84-8421-908-9

## Premios
- Premios Origins de 2001: Mejor serie periódica en juegos (Best Professional Game Periodical).[2]
- Premios Origins de 2002: Mejor serie peroódica relacionada con juegos (Best Game-Related Periodical) y Mejor ficción relacionada con juegos en formato gráfico (Best Game-Related Fiction, Graphic Form).[3]